# رون ويلى
رون ويلى (بالإنجليزية: Ron Wylie)‏ (1933 - 2020)، هو لاعب ومدرب كرة قدم إسكتلندي. توفي ويلي في 14 أبريل 2020 بعد مرض طويل.

## روابط خارجية
- رون ويلى على موقع قاعدة بيانات كرة القدم.إي يو (الإنجليزية)
- رون ويلى على موقع Soccerbase.com (مدرب) (الإنجليزية)